# Influència babilònica a la Bíblia
Influència Babilònica a la Bíblia es pot descriure com l'estudi de la influència de la cultura babilònica en els escrits de la Bíblia. Els editors de la Bíblia es van fonamentar en els mites de la literatura babilònica, molt més antiga, per escriure la majoria de relats del Gènesi i d'altres llibres bíblics.

## Principals mites Babilònics
Els principals mites babilònics que se sospita van influir en els redactors de la Bíblia són:
- Enuma Elish, relat que tracta la creació dels déus i de l'home. Diuen que fou emprat per compondre el primer relat de la creació de Gènesi.
- Enki i Ninhursag, qualificat de mite del Paradís.
- El cilindre de la temptació és un bloc de pedra sumeri que es troba en el Museu Britànic de Londres. Tallat fa uns 2.500 anys abans de l'era cristiana. Segons alguns, narra la llegenda de la primera dona causant de tots els mals, perquè desobeint als déus creadors va convèncer el seu company a menjar de la fruita de l'arbre prohibit.[1]
- Dumuzi i Enkimdu, on es narra una situació similar a la de Caín i Abel però protagonitzada per déus.
- Epopeia de Gilgamesh i el poema d'Atrahasis, que tracten dels pecats de l'home i el seu càstig amb una inundació. Molt semblant al Diluvi de Noè de la Bíblia.[2]
- Descens d'Inanna al món inferior, prototip del Descens d'Ištar dels babilonis a on apareix la creació de l'home per la deessa Mare, feta a base d'argila barrejada amb la carn i la sang d'un déu.
- el Mite de Zu que narra el robatori de les Taules del Destí per aquest déu ocell. Les taules guarden similitud amb el Llibre de la Vida.
- Mite d'Etana, l'home que pujà al cel damunt d'una àliga per buscar-hi la "planta de vida" per poder tenir fills. Ens recorda a Henoc.
- (Ekhah o Lamentacions), és la Lamentació sobre la destrucció d'Ur, sumèria, on és descrita la ruïna d'aquesta ciutat cabdal en el context de Sumer, després d'ésser saquejada pels elamites (2006 aC). Segons aquesta escola el llibre bíblic de Lamentacions seria una còpia d'aquest text babiloni.
- Ludlul bel nemeqi ("adoraré el senyor de la saviesa"), qualificat de "Job babiloni".

## Calendari jueu i babiloni

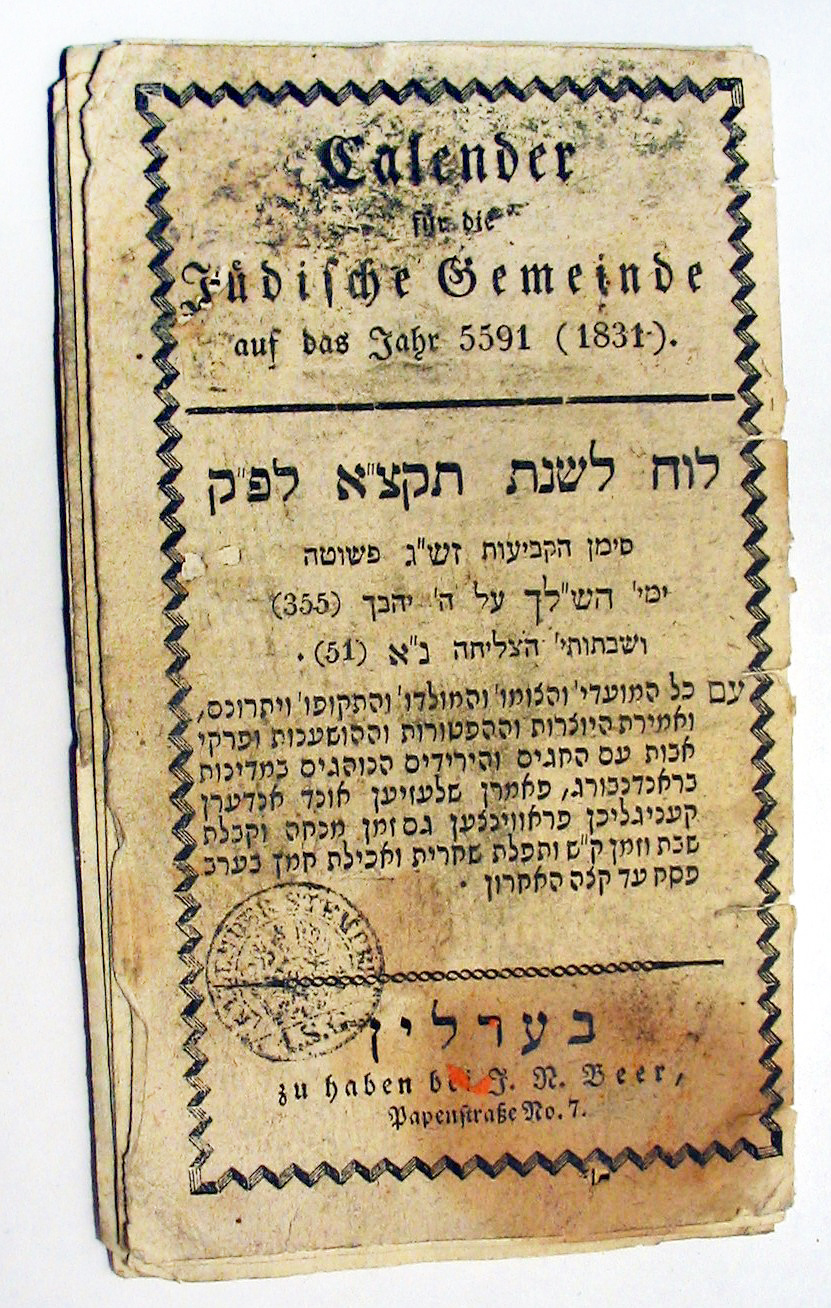
El "Calendari de la Comunitat jueva alemanya"

El calendari jueu era semblant al Babiloni. Els noms dels mesos del calendari jueu eren pràcticament iguals als dels mesos babilònics. El més sorprenent és el nom del mes tammuz, nom semblant al d'una divinitat babilònica anomenada Tummuz. Aquest calendari fou adoptat pels israelites durant el seu desterrament a Babilònia, després de la destrucció de Jerusalem l'any 586 aC..
|    | Calendari Jueu | Calendari Babiloni |
| 1  | Nisan          | Nisanu             |
| 2  | Iar            | Ayaru              |
| 3  | Sivan          | Simanu             |
| 4  | tammuz         | Tammuz o Du'uzu    |
| 5  | Av             | Abu                |
| 6  | Elul           | Ululu              |
| 7  | Tixrí          | Tashritu           |
| 8  | Heixvan        | Arakhsamna         |
| 9  | Quisleu        | Kislimu            |
| 10 | Tevet          | Tebetu             |
| 11 | Xevat          | Shabatu            |
| 12 | Adar           | Adaru              |

## Estela de Hammurabi i els Deu manaments
El Codi de Hamurabi és considerat com un dels més antics codis de lleis. Escrit en accadi inclou unes 280 disposicions legals sobres el comerç, els impostos, el matrimoni, el divorci, el robatori, l'esclavitud i els deutes. Moltes d'aquestes lleis s'assemblen, pel contingut i redacció a les que es troben al Deuteronomi atribuït a la transmissió de Jahvè a Moisès. Per exemple la Llei del Talió: «Ull per ull i dent per dent». Per a molts erudits el codi fou reescrit i adaptat a la cultura jueva, però moltes de les lleis van conservar el seu origen babiloni.

## Nombre set
El nombre set, que apareix en la Bíblia moltes vegades ha tingut un significat màgic-conceptual en les cultures mesopotàmiques. Les singularitats de la poesia èpica del Pròxim Orient es reflecteixen en l'estil de redacció del relat bíblic, heretat dels models accadis i ugarítics. En aquestes cultures la sèrie de set dies constituïa una "unitat completa". Sis dies durava una acció i la sèrie de set dies constituïa "una unitat completa", el setè dia era el de l'avaluació i consideració dels resultats. El setè dia, el sabàtic, no té parell.

## Personatges mítics babilonis a la Bíblia
En la Bíblia s'esmenten personatges com:
- Rahab, Job 26:12
- Leviatan Salms 104:26

Es tracta de deïtats que figuren en les mitologies cosmogòniques de diversos pobles babilònics i que van ser familiars per als hebreus d'aquella època.
El poema còsmic Enuma Elish descriu una ferotge lluita entre Marduk, que obté el rang de déu babilònic lluitant contra la monstruosa Tiamat (de la mateixa arrel que la paraula hebrea Tehom). En la versió babilònica és un drac femení a qui venç el príncep-rei-déu.